# 小利別站

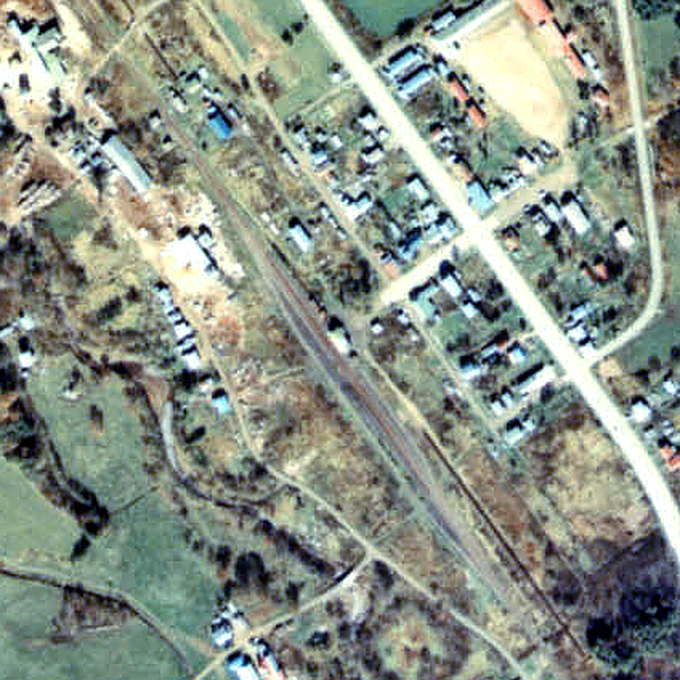
1977年國鐵池北線時代的小利別站與方圓500米範圍。左上方是北見方向。當時的貨物處理已廢除，也不再處理行李。在1986年，站內只剩下1線，側線還未撤走。車站位於山中，曾經車站周邊放置了許多木材。

小利別站（日语：／ Shō-Toshibetsu eki */?）是位於北海道足寄郡陸別町字利別川上94番地，北海道池北高原鐵道的故鄉銀河線車站（廢站）。隨著故鄉銀河線廢線，車站在2006年（平成18年）4月21日廢除。

## 歷史
- 1911年（明治44年）
  - 9月25日 - 鐵道院網走線淕別站（後來為陸別站）至野付牛站之間開通[4]，此站啟用[5][6]。當時為一般車站[7]。
- 1912年（大正元年）11月18日 - 池田至網走路線改名為網走本線[4]。
- 1949年（昭和24年）6月1日 - 日本國有鐵道成立，成為日本國有鐵道車站。
- 1961年（昭和36年）4月1日 - 池田至北見之間改名為池北線，成為池北線車站[4][8]。
- 1968年（昭和43年）10月1日 - 車站大樓翻新[9]。
- 1971年（昭和46年）10月1日 - 結束處理貨物。
- 1977年（昭和52年）4月28日 - 成為無人車站（只剩下運輸要員）[10]。結束處理行李[11]。同時售票、檢票業務廢除。
- 1986年（昭和61年）
  - 10月31日 - 當日起交會設備廢除[12]。運輸業務完結。
  - 11月1日 - 車站完全無人化[13]。
- 1987年（昭和62年）4月1日 - 伴隨國鐵分割民營化，車站由北海道旅客鐵道（JR北海道）營運。
- 1989年（平成元年）6月4日 - 北海道池北高原鐵道繼承池北線[4][14][15][16][17][18][19]。
- 1990年（平成2年）12月17日 - 車站大樓翻新。新大樓同時是一座社區設施[20]。
- 2006年（平成18年）4月21日 - 故鄉銀河線全線廢除[2][21]，此站也廢除。

### 站名的由來
車站名稱取自當地地名以及與當地流過的利別川支流。「小利別」這名稱源自阿伊努語「ポントゥㇱペッ（pon-tuspet）」，其意思大約是「變成孩子、利別川」。

## 車站構造
截至車站廢除前，此站是地面車站，設有1面1線的單式月台。在1986年（昭和61年）10月31日前，此站設有2面2線的相對式月台（千鳥狀），當時可進行列車交會。車站後方設有貨物起卸線，車站大樓旁邊靠近池田一方設有貨物月台和引込線。路軌與貨物月台在交會設備停用後撤走，只剩下對面的旅客月台。在池田一方的路軌設有彎位，這是由於該處曾經設有轉轍器。
車站大樓同時是一座社區中心。重組這座大樓的計劃是故鄉銀河線和沿線自治體作為故鄉創生事業的一環。作為第1個事業，大樓率先在1990年（平成2年）12月17日開始使用。

## 車站周邊
車站附近設有小利別的村落。
- 國道242號（日语：国道242号）
- 北海道道620號苫務小利別停車場線
- 北海道北見巴士（日语：北海道北見バス） 小利別巴士站
- 日產汽車陸別試驗場

## 現況
截至2015年(平成27年)7月，前車站大樓繼續成為社區中心，候車室的時間表還停留在鐵路線廢除當時的狀態。另外，路軌已經撤走，2面旅客月台還存在。
截至2020年（令和2年），前車站大樓繼續成為社區中心。2面月台已經撤走，社區中心與國道242號之間曾經設有站內平交道。在路軌前後設置了許多太陽能發電板。

## 其他
在1985年3月8日放映的NHK特集中，介紹「日本最寒冷的町」陸別町時，當中也介紹了無人化前的車站。

## 相鄰車站
北海道池北高原鐵道
故鄉銀河線
川上－小利別－豐住
小利別與置戶之間的釧北峠（現時：池北峠）中，於1916年（大正5年）至1931年（昭和6年）曾經設置了釧北號誌站。後來在戰後（日時不詳）至1957年（昭和32年）於同一地點設置釧北臨時乘降場。

## 注腳
1. ↑   田中和夫（監修）. . 上巻 国鉄・JR線. 北海道新聞社（編集）. 2002-07-15: 314–315頁,318–319頁. ISBN 978-4-89453-220-5. ISBN 4-89453-220-4 （日语）.
2. 1 2 3  北見現代史編集委員会（編集）. . 北見市: 981頁. 2007-01 （日语）.
3. ↑  《10年》 p. 104
4. 1 2 3 4   田中和夫（監修）. . 上巻 国鉄・JR線. 北海道新聞社（編集）. 2002-07-15: 236–237頁. ISBN 978-4-89453-220-5. ISBN 4-89453-220-4 （日语）.
5. ↑  《官報》1911年09月21日 鐵道院告示第71號 （页面存档备份，存于）（國立國會圖書館）
6. 1 2   第1版. 札幌市: 日本國有鐵道北海道總局. 1973-3-25: 148. ASIN B000J9RBUY （日语）.
7. ↑  《JR釧路支社》 p. 80
8. ↑  《JR釧路支社》 p. 96
9. ↑  《JR釧路支社》 p. 101
10. ↑  《JR釧路支社》 p. 108
11. ↑  《JR釧路支社》 p. 108 旅客站化
12. 1 2  《JR釧路支社》 p. 116
13. ↑  《JR釧路支社》 p. 117
14. ↑  田中和夫（監修）. . 下巻 SL・青函連絡船他. 北海道新聞社（編集）. 2002-12-05: 222頁–223頁. ISBN 978-4-89453-237-3. ISBN 4-89453-237-9.
15. ↑  北見現代史編集委員会（編集）. . 北見市: 952頁,954頁. 2007-01 （日语）.
16. ↑  ふるさと銀河線10周年記念事業実行委員会（編集）. : 21–24頁、95頁. 1999-06-04 （日语）.
17. ↑  . 北海道新聞 (北海道新聞社). フォト北海道（道新写真データベース）. 1989-06-03  [2016-11-25]. （原始内容存档于2016年11月25日） （日语）.
18. ↑  《JR釧路支社》 p. 122
19. ↑  《10年》 p. 105
20. 1 2  《10年》 p. 31
21. ↑  . 北海道新聞 (北海道新聞社). フォト北海道（道新写真データベース）. 2006-04-21  [2016-11-25]. （原始内容存档于2016年11月25日） （日语）.
22. ↑  山田秀三. . アイヌ語地名の研究　山田秀三著作集　別巻 2. 浦安市: 草風館. 2018-11-30: 304. ISBN 978-4-88323-114-0 （日语）.
23. ↑  《10年》 p. 28